# Atlanta Hawks
Atlanta Hawks er et amerikansk basketballhold fra Atlanta i Georgia, der spiller i NBA-ligaen.

## Historie

### Buffalo, Tri-Cities og Milwaukee årene
Franchisen som eventuelt ville blive til Hawks blev grundlagt i 1946 i Buffalo med navnet Buffalo Bisons. Bisons spillede i NBL-ligaen, som senere ville blive til NBA. I holdets første kamp var William 'Pop' Gates og William 'Dolly' King på holdet, og blev hermed de to første sorte spillere til at spille i en NBL kamp.
Bisons spillede kun 38 dage i Buffalo før at de flyttede til Moine i delstaten Illinois, for at repræsentere et område som på tidspunktet kaldes 'Tri-Cities', som var de tre byer Moine og Rock Island i Illinois og Davenport i Iowa. Holdet skiftede også navn til Blackhawks.
I 1949 blev Blackhawks medlem af NBA, da NBL fusioneret med BAA-ligaen, og dannede NBA.
I 1950 draftede Blackhawks Bob Cousy, som eventuelt ville blive til en af ligaens bedste spillere i 1950erne, men kunne ikke blive enige om en kontrakt med ham, og blev nødt til at sælge ham.
Efter 1950-51 sæsonen var det klart at Tri-Cities var for småt et område til at have et NBA hold da Blackhawks, og holdet flyttede til Milwaukee. Her skiftede de navn til Milwaukee Hawks.
I 1954 draftede de Bob Pettit, som var et pletskud da Pettit udviklet sig til en af sin generations bedste spillere.

### St. Louis årene
I 1955 flyttede Hawks igen, denne gang sydpå til St. Louis i Missouri.
I 1956 draftede Hawks Bill Russell, som ville blive en af de bedste spillere nogensinde, men valgte at sælge ham til Boston Celtics. Der er flere forskellige teorier til hvorfor Hawks solgte ham. En af dem er at racisme var et så stort problem i St. Louis at fans ikke ville tage ind og se en sort spiller, og at Russell ikke ville have ønsket og spille der.
Hawks kom for første gang i NBA finalen i 1957 efter at have overrasket i slutspillet, men tabte til Russell og Celtics i finalen.
Året efter kom Hawks igen i finalen, og spilled igen imod Celtics, men denne gang så vandt Hawks. Pettit spillede godt, og scorede 50 point i den sidste kamp i finalen. Dette er det seneste mesterskab i Hawks' historie.
Hawks fortsatte med være en af ligaens bedste hold, og nåede til finalen i både 1960 og 1961, men tabte begge gange til Celtics. Hawks var altid med i spillet om mesterskabet i det meste af 1960erne, men vendte ikke tilbage i finalen.

### Hawks flytter til Atlanta
Trods holdet succes, så var arenaen i St. Louis mere end 30 år gammel, og trængte til at blive renoveret. Ejeren Ben Kerner forsøgte at overbise byrådet i St. Louis om at hjælpe med at finansiere en ny arena, men byrådet sagde nej.
I 1967 fik byen et NHL-hold, da St. Louis Blues blev dannet. Med ny konkurrence om byens fans og med en gammel arena valgte Kerner at sælge holdet.
Holdet blev solgte til en ejergruppe fra Georgia, som i 1968 rykkede holdet til Atlanta.
De første år i Atlanta var gode, et fint hold med spillere som Pete Maravich og Lou Hudson, men de opnåede aldrig seriøse mesterskabsaspirationer.
Da disse spillere forlod i løbet af 1970erne, begynde Hawks at langsomt genopbygge holdet i løbet af mid til slut 1970erne.

### Dominique Wilkins årene
Hawks begynde langsomt i starten af 1980erne at have opbygget et stærkt hold, men manglede en stjernespiller. Ham fik de i 1982 da de fik Dominique Wilkins. Wilkins var oprindeligt blevet draftet af Utah Jazz, men havde nægtet at spille for Jazz.
Mellem 1985 havde Hawks holdet centreret omkring Wilkins udviklet sig til en af ligaens bedste, og de vandt 50+ kampe i alle sæsonerne mellem 1985 og 1989. Det lykkedes dog aldrig Hawks at komme længere en den anden runde i slutspillet i disse år, hvilke hovedsageligt var på grund af Detroit Pistons og Boston Celtics som dominerede den østelige konference i 1980erne.
Hawks var stadig gode i begyndelsen af 1990erne. I 1993-94 havde Hawks en meget god sæson, på trods af at Wilkins, som var holdets leder stadig, blev solgt til Los Angeles Clippers. Hawks vandt 57 kampe. Hawks skuffede dog igen i den anden runde, da de tabte til et ungt Indiana Pacers hold.

### Middelmådige år
Efter at Wilkins havde forladt begyndte Hawks en periode af middelmådige resultater. Holdet var ikke dårligt i denne periode, og var regulært med i slutspillet, og havde 2 sæsoner hvor de vandt 50+ kampe, men holdet var aldrig godt nok til at være i diskussionen om at vinde et mesterskab.
Hawks havde i disse år flere gode spillere, herunder Dikembe Mutombo som spillede for Hawks mellem 1996-2001, og vandt Defensive Player of the Year to sæsoner i streg i 1997 og 1998.

### 8-år uden slutspillet
Hawks holdet faldt fra hinanden i 1999-2000 sæsonen, og var en af ligaens dårligste hold da de kun vandt 28 kampe. Dette begyndte en 8-årig lang periode hvor at Hawks ikke var med i slutspillet.
Hawks hold i disse år bestod hovedsageligt af enten unge spillere, eller andre spillere som havde imponeret på andre hold, og så blevet hentet af Atlanta uden meget succes.
I sommeren 2005 lavede Hawks en trade for at anskaffe sig selv en holdleder, og fik fat i Joe Johnson fra Phoenix Suns i en trade. Hawks missede dog fortsat slutspillet.
I 2007 draftede Hawks Al Horford, hvilke ville vise sig at være en god beslutning.

### Tilbage til slutspillet
I 2007-08 sæsonen tabte Hawks stadig flere kampe end de vandt, men på grund af en meget svag østlig konference, så fik de lige akkurat en plads i slutspillet. Hawks overraskede ved at give Boston Celtics en tæt serie i den første runde, selvom mange havde troet at Celtics nemt ville slå Hawks. Celtics endte dog med at vinde efter 7 kampe.
Hawks fortsatte med at blive bedre. Johnson havde udviklet sig til en All-Star spiller, og med unge spillere som Horford og Josh Smith var fremtiden lys for Hawks. I 2008-09 sæsonen havde Hawks deres første sæson siden 1998-99 hvor de vandt flere kampe end de tabte. I slutspillet vandt Hawks også deres første slutspilsserie siden 1999, da de slog Miami Heat efter 7 kampe. De tabte dog grundigt i den anden runde til Cleveland Cavaliers.
I 2009-10 vandt holdet for første gang 50+ kampe siden 1988, og både Johnson og Horford kom på All-Star holdet. I slutspillet tabte Hawks igen i den anden runde, denne gang til Orlando Magic.
Hawks gik dog tilbage i de næste to sæsoner. De nåede til slutspillet begge år, men kom igen ikke længere end den anden runde.
I sommeren 2012 blev Joe Johnson tradet til Brooklyn Nets. Trods dette blev Hawks ikke meget dårligere uden ham, og kom stadig i slutspillet, hvor de tabte til Pacers i den første runde.

### Budenholzer årene
Før 2013-14 sæsonen hyrede Hawks Mike Budenholzer som deres nye træner. Hawks lavede flere vigtige handler før sæsonen, da de draftede Dennis Schröder, hentede Paul Millsap fra Utah, og gav en ny kontrakt til Kyle Korver. 2013-14 sæsonen var rimelig anonym selvom Hawks nåede til slutspillet, men tabte i den første runde igen til Pacers.
2014-15 ville blive en helt speciel sæson for Hawks. Ud af det blå begyndte Hawks at spille fantastisk godt. Trods dette havde holdet ikke en superstjerne, men hele 6 spillere som havde en gennemsnit på mere end 10 point per kamp. Dette resulteret i at fire Hawks spillere blev valgt til All-Star holdet. Hawks vandt 60 kampe i sæsonen, og var dermed det bedste hold i østen og det næstbedste hold i NBA. I slutspillet vandt Hawks over Nets i den første runde, og kom for første gang siden 1960erne forbi den anden runde, da de slog Washington Wizards i 6 kampe. I semifinalen mødte de Cavaliers, og her sluttede eventyret, da Hawks tabte fire kamp i streg.
Hawks kunne ikke genskabe 2014-15 sæsonen, og vendte tilbage til at være et god, men ikke fantastisk hold over de næste to sæsoner. De kom i slutspillet begge år, men kom ikke forbi den anden runde.
Hawks mistede i 2016 Al Horford som skiftede til Celtics ved kontraktudløb, og Millsap som skiftede til Denver Nuggets i 2017.
Alle fire af Hawks All-Star spillere fra 14-15 var nu væk, og holdet kollapset i 2017-18 sæsonen, og var det værste hold i den østlige konference. Mike Budenholzer forlod holdet efter sæsonen.

### Trae Young årene
Den dårlige 2017-18 sæson betalte sig hurtig af, da Hawks draftede Luka Doncic i 2018 draften, men tradede ham for Trae Young med Dallas Mavericks. Både Young og Doncic har i dag udviklet sig til 2 af ligaens bedste spillere.
De første to år med Young var dog ikke fantastiske, da Hawks stadig skulle opbygge et nyt hold, og Young var ny i ligaen, og Hawks var blandt de dårligste hold i både 2018-19 og 2019-20 sæsonen.
Før 2020-21 sæsonen lavede Hawks flere gode beslutninger, som at hente veteran spillere som Bogdan Bogdanovic og Danilo Gallinari, samt havde to Hawks draft pick, John Collins og Kevin Huerter udviklet sig til solide spillere. Hawks havde en god sæson, og vendte tilbage til slutspillet. Hawks overrasket dog stort i slutspillet, da de i første runde slog New York Knicks i den første runde. I den anden runde mødte de det bedste hold i østen fra den foregående sæson, Philadelphia 76ers, og imod oddsene vandt efter 7 kampe. I semi-finalen mødte Hawks de eventuelle meste Milwaukee Bucks, og tabte efter 6 kampe.

## Kendte spillere
- Bob Pettit
- Pete Maravich
- Lou Hudson
- Dominique Wilkins
- Moses Malone
- Dikembe Mutombo
- Joe Johnson
- Al Horford
- Josh Smith
- Paul Millsap
- Trae Young